# Marcia Tambutti
Marcia Tambutti Allende (Santiago, 1971) es una bióloga, escritora, guionista, productora y directora chilena.

## Biografía
Marcia es hija de la ex Senadora de la República de Chile, Isabel Allende Bussi y el físico Romilio Tambutti. Es nieta del expresidente de Chile, Salvador Allende.
Nacida en Chile, tras el Golpe de Estado de 1973, con sólo dos años, se fue al exilio junto a su familia a Ciudad de México, donde residió la mayoría su vida, hasta 2007 cuando se radicó en Santiago de Chile
Estudió Biología en la Universidad Nacional Autónoma de México y realizó una Maestría en el Imperial College de Londres.

### Vida pública
Actualmente se desarrolla como Experta en Biodiversidad en la Comisión Económica para América Latina y el Caribe, además de colaborar en el Instituto de Ecología y Biodiversidad y en la Fundación Salvador Allende
Desde la realización del mediometraje Tencha en el año 2008, decidió hacer un documental sobre la vida de su abuelo Salvador Allende, el cual llevó por nombre Allende, mi abuelo Allende, el cual se estrenó el 17 de mayo de 2015 en el Festival de Cannes, dónde obtuvo el Ojo de oro.

## Filmografía

### Largometrajes
- Allende, mi abuelo Allende (2015)

### Mediometrajes
- Tencha (2008)[4]

### Cortometrajes[5]
- Three Short Films About Chile (2011)

### Series de TV[5]
- Días de cine (2015)

## Premios y distinciones
Festival Internacional de Cine de Cannes
| Año  | Categoría  | Película                   | Resultado |
| ---- | ---------- | -------------------------- | --------- |
| 2015 | Ojo de Oro | Allende, mi abuelo Allende | Ganador   |